# Das Monstrum
Das Monstrum – Tommyknockers (englisch The Tommyknockers) ist ein 1987 erschienener Roman des Schriftstellers Stephen King. Der deutsche Verlag Hoffmann und Campe veröffentlichte im Jahr 1988 die Übersetzung des Romans von Joachim Körber. Er wurde eine Woche lang im selben Jahr auf dem Platz 1 der Spiegel-Bestsellerliste notiert.

## Inhalt
Bobbi Anderson stolpert auf ihrem weitläufigen Grundstück im kleinen Ort Haven im US-Bundesstaat Maine über ein Raumschiff aus einer weit entfernten Galaxie, das nur darauf wartet, ausgegraben zu werden.
Aus reiner Neugier beginnt die Verfasserin einiger Westernromane tiefer zu graben und nur langsam merkt sie, dass sie plötzlich Ideen hat, die ihr noch nie in den Sinn gekommen sind. Doch sie ist nicht die Einzige, die bahnbrechende Ideen hat. Ganz Haven scheint im Umbruch zu sein. Nach kurzer Zeit geht der Ort vom lokalen Stromnetz, weil man nun selbst für die Energie sorgen kann. Und auch James Gardener – gescheiterter Dichter, Alkoholiker und Exfreund von Bobbi – ist sehr erstaunt, als er sieht, dass Bobbi, sonst handwerklich eher unbegabt, während einiger Tage Erfindungen gemacht hat, die die Welt verändern könnten.
Bobbi bringt Jim Gardener dazu, ihr beim Ausgraben des Schiffes zu helfen.
Die Bewohner Havens, allen voran Bobbi, sind nun zunehmend fähig, Gedanken zu lesen. Einzig Jim, der eine Metallplatte im Schädel als Andenken an einen Skiunfall hat, ist von dieser Entwicklung ausgeschlossen („Er und der Rest von Haven spielten immer noch auf die altmodische Art Poker“).
Doch das Ausgraben des Schiffes hat nicht nur gute Seiten. Die Bewohner Havens verändern sich. Zuerst fallen ihnen ihre Zähne aus, es folgt Haarausfall und plötzlich merkt Jim, der der Entwicklung aufgrund seiner teilweisen Immunität weit hinterherhinkt, dass sich die Leute auch körperlich verändern. Er bemerkt auch Gefühllosigkeit und Mordlust unter den „neuen und verbesserten“ Havenern. Er sondert sich immer mehr von Bobbi ab, die er kaum mehr wiedererkennt; immer klarer erkennt er, dass die Lage für die Menschheit sich verschlimmert.
Als sie das Raumschiff freigelegt haben und hineinklettern, erkennt Jim, der sich nicht von der Hysterie hat anstecken lassen, dass die Tommyknockers, die Außerirdischen, längst tot sind. Ihre Technologie aber hat überdauert und hat nun Haven in ihren Bann gezogen, so dass die Bewohner nach und nach ebenfalls zu Tommyknockers werden. Er beschließt, der Sache ein Ende zu machen, und fliegt mit dem Raumschiff ins Weltall.
Der Name Tommyknockers stammt aus einem kleinen Vers, den Jim im Sinn hat, als er nach Haven kommt. Bobbi liest den Namen in seinen Gedanken, und da es egal ist, wie die „Invasoren“ heißen, verwendet sie ihn schließlich auch. Den zu Tommyknockers Mutierenden ist es laut Bobbi egal, welchen Namen man ihnen gibt. Sie seien schon auf mehreren Welten gewesen, und man habe sie mal so, mal anders genannt; jedenfalls sei der Name unwichtig.

## Verfilmung
Unter der Regie von John Power entstand im Jahr 1993 die Miniserie Tommyknockers – Das Monstrum. Die TV-Miniserie, die im Original eine Laufzeit von 181 Minuten (NTSC) hat, wurde in Deutschland ursprünglich auf VHS um 70 Minuten gekürzt auf den Markt gebracht. Der Privatsender Sat.1 zeigte eine auf die Hälfte des Originals gekürzte Fassung in zwei Teilen im deutschen Fernsehen. Die DVD erschien jedoch komplett ungekürzt.

## Verknüpfungen mit anderen Werken
- In der Komplettfassung von The Stand liest eine der Hauptfiguren einem todkranken Freund Kapitel eines Buches von Bobbi Anderson vor.
- Der Reporter David Bright hat bereits Johnny Smith in Dead Zone interviewt; er ist eine reale Gestalt, ein Freund Kings.
- King verweist, ohne seinen Namen anzugeben, auf sich selbst, als man von einem Typen in Bangor spricht, der diese schmutzigen Romane zu Papier bringt.
- Joe Paulsons Frau Rebecca taucht bereits in Es auf, als sie an mehreren Stellen in ihrem Haus Geld findet, während der Club der Verlierer gegen ES in den Kampf zieht.
- Der ominöse Shop taucht erstmals in Feuerkind auf.
- Der kleine Junge, der während des Zauberkunststücks seines Bruders zeitweilig verschwindet, taucht in Rolands Welt Der Dunkle Turm auf und träumt von ihm.
- Eine bemerkenswerte Verknüpfung besteht zu dem US-amerikanischen Science-Fiction-Film Alarm im Weltall (Forbidden Planet) aus dem Jahre 1956. In Kings Roman verschwindet ein kleiner Junge während eines harmlosen Zauberkunststücks spurlos. Der Bruder des Jungen kann auf die Frage nach dem Verbleib des Kindes nur äußern, er befinde sich auf Altair 4. Im Film ist der Planet Altair 4 die Heimat der Krell, einer hochentwickelten außerirdischen Spezies, welche die Fähigkeit entwickelte, ihre Gedanken sofort Wirklichkeit werden zu lassen. Allerdings wurden die Krell durch ihre eigene Erfindung vernichtet, da die aggressiven Tendenzen ihres Unterbewusstseins Monster manifestierten, die sich gegen sie selbst richteten. Auch das von Bobbi Anderson entdeckte Raumschiff wird durch die Kraft der Gedanken gesteuert, ganz so wie es der Technologie der Krell entspricht.
- Jim Gardener weiß um das mysteriöse Arrowhead-Projekt des Militärs, eben jenes verhängnisvolle Experiment, das die Ereignisse in Stephen Kings Novelle Der Nebel auslöst, zu finden im Kurzgeschichtenband Im Morgengrauen.
- Es gibt auch eine weitere Anspielung auf den Roman Es: Die Geschichte spielt in Haven, dem direkten Nachbarort von Derry. Und als ein gewisser Tommy sich in Derry aufhält, widerfährt ihm folgendes: „...als er durch die Wentworth Street fuhr, glaubte er, einen Clown zu sehen, der ihn aus einem offenen Kanalisationsschacht heraus angrinste - ein Clown, der glitzernde Silberdollars anstelle von Augen hatte und Luftballons in der geballten, weißbehandschuhten Hand hielt.“ Man muss kein Fan von Stephen King sein, um herauszufinden, welcher Clown damit wohl gemeint ist.[1]
- Jim Gardener trifft am Strand beim Hotel Arcadia Beach den Jungen Jack Sawyer, den Protagonisten aus Der Talisman von Peter Straub und Stephen King.
- Laut Kings Autobiographie Das Leben und das Schreiben war eine weitere Inspiration die Geschichte „Die Farbe aus dem All“ von H.P. Lovecraft, dessen Fan King ist. Hier taucht eine Familie Gardner auf, welche durch die Macht eines Wesens aus dem Weltall anfängt, bis aufs abscheulichste zu mutieren. Das Wesen stiehlt dem Land die Energie und bewirkt ein Leuchten in einer auf der Erde unbekannten Farbe.
- Die Krefelder Band Blind Guardian hat auf ihrem Album Tales from the Twilight World zwei Songs namens Tommyknockers und Altair 4 veröffentlicht, die sich auf die Handlung beziehen.